# 大阪湾広域臨海環境整備センター
大阪湾広域臨海環境整備センター（おおさかわんこういきりんかいかんきょうせいびせんたー）は、広域臨海環境整備センター法 （昭和56年法律第76号）に基づく認可法人。

## 概要
一般廃棄物と産業廃棄物を海面埋立てにより最終処分することを目的とする。同法に基づく唯一の組織である。

## 処分場
以下の4つの埋立処分場を持つ。このうち、尼崎沖埋立処分場は2021年5月に全ての受入を終了した。
- 尼崎沖埋立処分場（尼崎西宮芦屋港東海岸町沖地区）（現在の船出地域）
  - 1990年1月 - 受入開始
  - 2002年3月 - 一般廃棄物・管理型産業廃棄物・安定型産業廃棄物の受入終了
  - 2021年5月 - 陸上残土の受入終了
- 泉大津沖埋立処分場（堺泉北港汐見沖地区）
  - 1992年1月 - 受入開始
  - 2002年3月 - 一般廃棄物・管理型産業廃棄物の受入終了
  - 2021年3月 - 安定型産業廃棄物の受入終了
- 神戸沖埋立処分場（神戸港六甲アイランド南地区）
  - 2001年12月 - 受入開始
- 大阪沖埋立処分場（大阪港新島地区）
  - 2009年10月 - 受入開始

湾岸部分の道路交通集中による（主に国道26号線と43号線）環境悪化抑制のため、管理型廃棄物については海上船舶輸送を行っている。そのため兵庫県（淡路島含む）・大阪府・和歌山県に9箇所の積み出し基地を持つ。

## 継続中の諸問題
- 処分場跡地利用問題 : 1期計画の尼崎沖、泉大津沖の両処分場の跡地については、兵庫県および大阪府が売却して護岸工事原資を回収する計画であったが、環境省が定めるとしている「海面処分場廃止マニュアル」の完成が遅れており目処がたっていない。 現在では泉大津市が野外コンサート会場泉大津フェニックス、尼崎市が共生の森公園として暫定利用を行なっている。
- 大阪沖処分場の開業遅れ : 大阪沖処分場は、2期計画として神戸沖と同時に1999年に供用開始する予定であったが、府県境界問題、地元漁協交渉、省庁再編による認可の手続きの停滞、小泉改革による公共事業予算の縮小、大阪市港湾局の財政収支悪化などが重なり、開業が大幅に遅れている。2006年時点での供用開始見込みは2009年3月である。2009年10月に供用開始された。
- 3期計画 : フェニックス25年の活動により近畿の自治体の多くは本来固有の事務であるはずの廃棄物の最終処分に関するノウハウを消失しており、もはやフェニックス無くして、廃棄物対策が行えない状態である。そのため、参加自治体からは2期処分場の受け入れ期間延長や3期計画策定などの要望がでているが、監督官庁である環境省は『3R政策に逆行する』として否定的である。
- PCB混入問題 : 大阪湾広域臨海環境整備センターは2006年12月13日、兵庫県尼崎市沖と大阪府泉大津市沖の処分場からダイオキシン類を含む排水を放流したと発表。「放流水」のダイオキシン類濃度は、尼崎市沖で2005年度の記録では、最高0.0018(pg-TEQ/L)だった。今回の放流水は排水基準値10(pg-TEQ/L)は下回ったが8.9(pg-TEQ/L)を記録。同センターによると、処理のための購入している薬剤（塩化第2鉄液）から高濃度のPCB類を検出したとして、放流を中止した。PCBの混入経路はメーカーにより調査中である。